# Flakpanzer IV
Flakpanzer IV (tyska: Flugabwehrkanonepanzerkampfwagen IV, ”luftvärnskanonvagn 4”) avser en tysk serie luftvärnsfordon från andra världskriget byggda på stridsvagnen Panzerkampfwagen IV. Serien består av följande fordon.
- Flakpanzer IV Möbelwagen
- Flakpanzer IV Wirbelwind
- Flakpanzer IV Ostwind
- Flakpanzer IV Kugelblitz